# Pachitea jezima
Pachitea jezima är en insektsart som beskrevs av Young 1977. Pachitea jezima ingår i släktet Pachitea och familjen dvärgstritar. Inga underarter finns listade i Catalogue of Life.